# Komárom (distrikt)
Komárom är ett distrikt i Ungern. Det ligger i provinsen Komárom-Esztergom, i den nordvästra delen av landet, 80 km väster om huvudstaden Budapest.